# Voetbalkampioenschap van het Opper-Ertsgebergte
Het voetbalkampioenschap van het Opper-Ertsgebergte (Duits: Gauliga Obererzgebirge) was een van de regionale voetbalcompetities van de Midden-Duitse voetbalbond, die bestond van 1923 tot 1930. De kampioen plaatste zich telkens voor de Midden-Duitse eindronde en maakte zo ook kans op de nationale eindronde.
De competitie bestond op zijn minst vanaf 1921/22 en mogelijks al vanaf 1919/20 als tweede klasse van de Kreisliga Mittelsachsen. In 1923 werd deze competitie afgevoerd en de werden de tweede klassen opgewaardeerd tot hoogste klasse als Gauliga. 
Om het aantal deelnemers in de Midden-Duitse eindronde te verminderen zette de bond in 1930 een aantal competities bij elkaar. Zo werd de competitie ondergebracht in die van het Ertsgebergte. De twee competities bleven wel apart bestaan, maar beide kampioenen bekampten eerst elkaar voor een eindrondeticket. Geen enkele keer kon de club de finale winnen.

## Erelijst
- 1924 VfB 1909 Annaberg
- 1925 VfB 1912 Geyer
- 1926 VfB 1912 Geyer
- 1927 VfB 1912 Geyer
- 1928 DSC Weipert
- 1929 BC 1913 Jahnsbach
- 1930 VfB 1909 Annaberg
- 1931 VfB 1912 Geyer *
- 1932 DSC Weipert *
- 1933 DSC Weipert *

(*): geen algemeen kampioen, enkel groepswinnaar

## Seizoenen
Hieronder overzicht van de clubs die in de Gauliga Obererzgebirge speelden van 1923 tot 1930 en in de groep Obererzgebirge van de Gauliga Erzgebrige van 1930-1933. 
| Club                 | /10 | Periode (1923-1933)  |
| -------------------- | --- | -------------------- |
| VfB 1909 Annaberg    | 10  | 1923-1933            |
| DSC Weipert          | 10  | 1923-1933            |
| VfB 1912 Geyer       | 10  | 1923-1933            |
| BC 1913 Jahnsbach    | 10  | 1923-1933            |
| TuSV 1911 Bärenstein | 10  | 1923-1933            |
| BV 1908 Thum         | 9   | 1923-1931, 1932-1933 |
| BC Ehrenfriedersdorf | 8   | 1923-1931            |
| VfR Buchholz         | 7   | 1924-1930, 1931-1932 |
| FC Cranzahl          | 4   | 1928-1929, 1930-1933 |
| VfR 1913 Elterlein   | 4   | 1929-1933            |
| BC Schlettau         | 2   | 1924-1926            |

1923/24 · 1924/25 · 1925/26 · 1926/27 · 1927/28 · 1928/29 · 1929/30